# Duarte Manuel de Noronha
Duarte Manuel de Noronha, 5. Marquês de Tancos, 11. Conde da Atalaia (* 10. Februar 1827; † 15. Mai 1906 in Benfica, Lissabon) war ein portugiesischer Adeliger, der 1866 den Titel als 5. Marquês de Tancos erbte.

## Leben
Duarte Manuel de Noronha, Sohn von António Manuel de Noronha, 10. Conde da Atalaia, und dessen Ehefrau Margarida Luísa de Sousa Coutinho, erbte nach dem Tode seines Großvaters Duarte Manuel de Meneses e Noronha, 4. Marquês de Tancos, 9. Conde da Atalaia, am 18. August 1833 den am 22. Oktober 1751 geschaffenen Titel als 4. Marquês de Tancos, dessen Annahme sein Vater ablehnte, während dieser den Titel als 10. Conde da Atalaia annahm. Er interessierte sich für Musik, war Hornist und Mitglied der Academia Real de Amadores de Musica. Er heiratete am 29. November 1856 Maria Bernardina de Mendonça Corte Real Sousa Tavares, die einzige Tochter und Erbin von Mariana Augusta de Mendonça Corte Real Sousa Tavares, 10. Senhora de Mira, und deren Ehemann António Xavier da Gama Lobo Salema. Nach dem Tode seines Vaters 1886 erbte er von diesem auch den am 17. Juli 1583 geschaffenen Titel als 11. Conde da Atalaia.
Nach seinem Tode erbte sein Sohn Diogo Manuel de Noronha die Titel als 6. Marquês de Tancos und 12. Conde da Atalaia.

## Weblink
- Duarte Manuel de Noronha in Dictiónario histórico

| Personendaten    | Personendaten                                                                             |
| ---------------- | ----------------------------------------------------------------------------------------- |
| NAME             | Noronha, Duarte Manuel de                                                                 |
| ALTERNATIVNAMEN  | Noronha, Duarte Manuel de 5. Marquês de Tancos, 11. Conde da Atalaia (vollständiger Name) |
| KURZBESCHREIBUNG | portugiesischer Adliger                                                                   |
| GEBURTSDATUM     | 10. Februar 1827                                                                          |
| STERBEDATUM      | 15. Mai 1906                                                                              |
| STERBEORT        | Benfica, Lissabon                                                                         |